# Albert Maumené
Albert Maumené (1874-1963), est un professeur d'horticulture français également journaliste et directeur de publications.

## Biographie
Albert Maumené est diplômé d’horticulture, discipline qu’il enseigne à partir de 1904. 
Également journaliste, il écrit des livres sur l’horticulture et l’art du jardin, il s’intéresse également aux arts et traditions populaires et à l’architecture. Il est connu sous divers pseudonymes : Cyr de Montmagny, René Desjardins, Philippe Lepage, Guy de Brummel. Nombre de ses articles paraissent dans la revue La Nature.
Il fonde et dirige les revues La Vie à la campagne (1906-1966), Jardins et Basses-Cours (1908-1938) et Maisons pour Tous (1925-1938). Il recrute l'architecte Louis Sézille en 1907 pour en tenir la rubrique architecture.
Sa carrière est récompensée par une médaille d’or de la section d’horticulture à l’Exposition internationale de Turin en 1911. En 1933, il est élu président de la Société française des architectes de jardins en 1933.
Il a rédigé de nombreux ouvrages dont le premier essai en français sur les bonsaï. 

### Photographie
Albert Maumené a expérimenté la photographie de bouquets. Il a été un des vulgarisateurs de la photographie sur fruits. 

## Ouvrages principaux
- L'art du fleuriste : guide de l'utilisation des plantes et des fleurs dans l'ornementation des appartements, du montage des fleurs et de la composition des bouquets, des corbeilles et des couronnes, Paris : Librairie horticole du "Jardin", 240 pages, 1897[7].
- L’Art floral à travers les siècles, Paris : Librairie et imprimerie horticoles, 106 pages, 1900.
- Avec Claude Trébignaud Manuel pratique de jardinage et d'horticulture, Paris : L. Mulo, 900 pages, Encyclopédie Roret, 1900[8] et 1914
- Guide de l'ornementation des jardins : la mosaïculture pratique, histoire, considérations esthétiques, étude du dessin et exécution du projet, étude de la plantation, liste de plantes suivant leur emploi, multiplication des plantes, soins de culture, Paris : Librairie et imprimerie horticoles, 346 pages, 1902[9].
- Les arbres nains japonais : leur formation au Japon, leur utilisation et leur traitement en Europe, Paris : Librairie horticole, 56 pages, 1902
- Les Bouquets et Garnitures florales à l’Exposition d’Horticulture de Paris en 1898
- Nouvelle méthode de culture forcée des arbustes soumis à l’action de l’éther et des anesthésiques
- Notes sur l’Ornementation des Jardins

## Articles deLa Naturesignés Albert Maumené
- Nouveau pot à fleurs à irrigation souterraine (1898)
- Floraison hivernale du muguet en appartement (1899)
- Greffe du tabac sur la pomme de terre (1899)
- Conservation hivernale des œilletons d'artichauts (1899)
- Distributeur automatique de fleurs (1899)
- La suppression des bourgeons et boutons du chrysanthème (1899)
- La culture pour l'exportation du fraisier en Algérie (1899)
- Culture originale de plantes sarmenteuses en guirlandes (1900)
- Culture de la vanille en serre pour la production des gousses (1900)
- Une curieuse fougère (1901)
- Plantes nouvelles du Congo (1901)
- La conservation des fleurs coupées (1901)
- Le bouturage en arcade et à l'envers (1901)
- L'éthérisation des plantes en culture forcée (1901)
- Floraison du mimosa dans le Midi et en appartement (1902)
- Les « Shinobu no tamma » au Japon (1902)
- Nouveau procédé de conservation des fruits par le froid(1902)
- Chariot transplanteur nouveau système (1902)
- Le cisellement du raisin(1902)
- L'ensachement du raisin(1902)
- La conservation des raisins à Thomery (1902)
- Traction électrique dans l'exécution des travaux de parcs et jardins (1903)
- Serres galeries du domaine royal de Lacken (1903)
- Le froid industriel en horticulture (1903)
- Légumes japonais(1903)
- Une exploitation fruitière modèle(1903)
- Les bananiers dans la Guinée française (1903)
- Les plantes nouvelles aux floralies gantoises de 1903
- La caprification en Algérie (1903)
- Ethérisation des plantes en culture forcée (1903)
- La culture du raifort en Alsace (1903)
- Culture retardée des plantes à fleurs par le froid (1904)
- Le Logan-Berry : Hybride de ronce et de framboisier (1904)
- Les prunes japonaises (1904)
- Tondeuses de gazon automobiles (1904)
- Les bonnes fraises à gros fruits (1904)
- Les glycines au Japon (1904)
- Les oranges aux États-Unis et à Jaffa (1904)
- Transplantation nocturne des arbres en végétation (1904)
- Les cultures grainières au Danemark (1904)
- Les abris en horticulture (1905)
- Le dressement des chrysanthèmes capités (1905)
- Les fraisiers remontants à gros fruits (1906)

Maumené est l’abréviation botanique standard de Albert Maumené.
Consulter la liste des abréviations d'auteur en botanique ou la liste des plantes assignées à cet auteur par l'IPNI, la liste des champignons assignés par MycoBank, la liste des algues assignées par l'AlgaeBase et la liste des fossiles assignés à cet auteur par l'IFPNI.